# Derek Clark

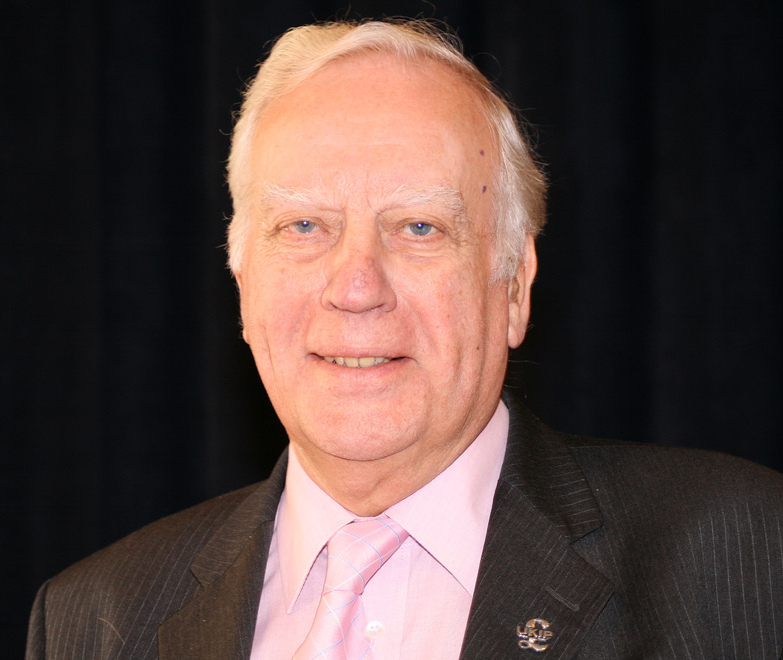
Derek Clark (2009)

Derek Clark (* 10. Oktober 1933 in Bristol; † 1. Januar 2023) war ein britischer Politiker der United Kingdom Independence Party (UKIP).

## Leben
Clark studierte auf Lehramt und war als Lehrer tätig. Von 2004 bis 2014 war er  Abgeordneter im Europäischen Parlament für die UKIP.